# Архипович, Николай Георгиевич
Никола́й Гео́ргиевич Архипо́вич (6 (18) декабря 1869 — ???) — генерал-майор (1915) Русской императорской армии, участник Первой мировой войны, Георгиевский кавалер. В 1918 году — генерал-хорунжий армии Украинской державы; осенью 1919 года числился в составе Вооруженных сил Юга России.

## Биография
Родился в городе Радомысль Киевской губернии, в семье православного священника. Детство провёл в селе Озеряны Радомысльского уезда.
В сентябре 1890 года, выдержав экзамены полного курса Владимирского Киевского кадетского корпуса, вступил в военную службу в Киеве в 167-й пехотный резервный Ровненский полк вольноопределяющимся рядового звания и был направлен на Военно-училищные курсы Киевского пехотного юнкерского училища. Во время учёбы в училище был удостоен унтер-офицерского звания, стал фельдфебелем.
По окончании, по 1-му разряду, двухлетнего курса наук, 04.08.1892 был произведен в подпоручики, со старшинством в чине — с 05.08.1891 и с переводом на службу в Варшаву, в Санкт-Петербургский гренадерский полк. В 1894 году этому полку были пожалованы права Старой Гвардии (с переименованием в «Лейб-гвардии Санкт-Петербургский полк»); Архипович продолжал службу в полку подпоручиком гвардии, со старшинством с 04.08.1892.
В 1895 году, выдержав предварительный и вступительный экзамен, Архипович был зачислен слушателем Николаевской академии Генерального штаба; до конца учёбы состоял при Академии. 06.12.1896, "…за отличие по службе", был произведен в поручики гвардии со старшинством с 04.08.1896.
По окончании, по 1-му разряду, двухлетнего основного курса Академии и дополнительного курса «успешно», 17.05.1898, "…за успехи в науках", был произведен в штабс-капитаны гвардии и вскоре причислен к Генеральному штабу, с назначением состоять при штабе Одесского военного округа для исполнения поручений.
С 02.11.1901 по 02.11.1902 отбывал цензовое командование ротой в 55-м пехотном Подольском полку (г. Бендеры).
31.05.1902 был переведен в Генеральный штаб капитаном, с назначением старшим адъютантом штаба 15-й пехотной дивизии (г. Одесса).
С 02.04.1903 — прикомандирован к Тверскому кавалерийскому юнкерскому училищу для преподавания военных наук. С 06.04.1903 — подполковник.
07.04.1905 — назначен исполняющим должность начальника штаба 12-й пехотной дивизии (г. Проскуров).
С 01.05.1907 по 01.09.1907 отбывал цензовое командование батальоном в 52-м пехотном Виленском полку (г. Феодосия).
06.12.1907, "…за отличия по службе", произведен в полковники, с утверждением в занимаемой должности начальника штаба 12-й пехотной дивизии.
С 29.10.1909 — отчислен от занимаемой должности начальника штаба 12-й пехотной дивизии, с  прикомандированием к Александровскому военному училищу (г. Москва) для преподавания военных наук.
04.11.1911 — назначен начальником штаба 3-й стрелковой бригады (г. Жмеринка). На декабрь 1913 года — был холост.
28.06.1914 — полковник Архипович назначен командиром 74-го пехотного Ставропольского полка (г. Умань) 19-й пехотной дивизии (с зачислением "по армейской пехоте").

### Первая мировая война
В первые дни войны во главе своего полка выступил в поход против австрийцев. Участвовал в Галицийской битве, в Городокском сражении, в последующих боях. В ноябре 1914 года был ранен и контужен. С 01.05.1915 — генерал-майор ("…за отличия в делах против неприятеля", со старшинством с 16.12.1914).
26.06.1915 генерал-майор Архипович назначен (с переводом в Генеральный штаб) начальником штаба созданного 39-го армейского корпуса (8-я Армия, Юго-Западный фронт).
05.01.1916 — назначен командиром 2-й бригады 1-й Заамурской пограничной пехотной дивизии, с зачислением "по армейской пехоте" (33-й армейский корпус, 7-я Армия, Юго-Западный фронт).
25.03.1916 — назначен командиром бригады 3-й Заамурской пограничной пехотной дивизии (41-й армейский корпус, 7-я Армия, Юго-Западный фронт).
С 25.10.1916 — командующий 12-й Сибирской стрелковой дивизией (7-й Сибирский армейский корпус, 7-я Армия, Юго-Западный фронт).
07.07.1917 — отчислен от занимаемой должности "за болезнью", с зачислением в резерв чинов Киевского военного округа.

### Гражданская война в России

#### В Украинской армии
С осени 1917 года генерал-майор Архипович — в распоряжении Украинского генерального военного комитета, с 12 марта 1918 года — член государственной комиссии по организации украинской армии. С апреля по ноябрь 1918 года — служил в армии Украинской державы в чине генерального хорунжего. После ликвидиции гетманата и перехода власти к Директории УНР подал рапорт на увольнение и 17.01.1919 был уволен с украинской армии в отставку.
В 1919 году, выйдя в отставку, преподавал в женской гимназии в Радомысле.

#### В Вооруженных силах Юга России
С осени 1919 года генерал-майор Архипович — в составе Вооруженных сил Юга России, на 13.10.1919 — числился в резерве чинов войск Киевской области.
Дальнейшая судьба Н. Г. Архиповича, после октября 1919 года, доподлинно не известна. После эвакуации белогвардейцев из Новороссийска (март 1920 года), в Крым он не прибыл: либо погиб во время отступления, либо остался на территории, контролируемой «красными».

## Награды
- Медаль «В память царствования императора Александра III» (1896)
- Орден Святого Станислава 3-й степени (ВП от 30.07.1905)
- Орден Святой Анны 3-й степени (ВП от 06.12.1910)
- Медаль «В память 100-летия Отечественной войны 1812 года» (1912)
- Медаль «В память 300-летия царствования дома Романовых» (1913)
- Орден Святого Станислава 2-й степени (ВП от 08.04.1914)
- Орден Святого Владимира 4-й степени с мечами и бантом (ВП от 19.11.1914)
- Орден Святого Владимира 3-й степени с мечами (ВП от 06.04.1915)
- Орден Святого Георгия 4-й степени (ВП от 24.04.1915) …за то, что в бою 8 октября 1914 г. у д. Мизинец, находясь лично в передовых линиях полка, атаковал вдвое превосходного в силах противника, отбросил его и завладел важным пунктом на фронте корпуса, чем устранили опасный прорыв, образовавшийся вследствие очищения, по недоразумению, своих позиций двумя нашими полками; при атаке было захвачено три пулемета.
- Орден Святой Анны 2-й степени с мечами (ВП от 02.05.1915)
- Орден Святого Станислава 1-й степени с мечами (ВП от 22.08.1915)
- Мечи к ордену Святого Станислава 2-й степени (ВП от 23.10.1915)
- Георгиевское оружие (ВП от 10.12.1915) …за то, что состоя командующим 74-м пехотным Ставропольским полком, в боях с австрийцами с 11-го по 15-е ноября 1914 года, у пос. Яслиско и будучи начальником отряда в составе 6,5 батальонов, лично произвёл 14-го ноября разведку неприятельской позиции, причём был ранен и контужен, а 15-го ноября штурмом овладел упорно обороняемой австрийцами высотой 695, имевшей весьма важное значение при дальнейших операциях.
- Орден Святого Георгия 3-й степени (ВП от 23.09.1916) …за то, что в бою 22-го мая 1916 года при прорыве сильно укрепленных неприятельских позиций у дер. Самушин, он лично вёл вверенную ему бригаду 3-й пограничной Заамурской пехотной дивизии с приданными ей частями и, невзирая на сильнейший огонь австрийцев, своим примером ободряя войска, сломил упорство противника и завладел его важными опорными пунктами, причём было захвачено свыше 3.000 пленных, орудия, пулеметы, бомбомёты и много боевых припасов, чем нанёс первый и сильнейший удар неприятелю, положивший начало дальнейшему благоприятному развитию боевых операций на фронте 41-го армейского корпуса.
- Орден Святой Анны 1-й степени с мечами (ВП от 06.02.1917)